# David Dodge
David Dodge, född 1910 i Berkeley, Kalifornien, död 1974 i San Miguel de Allende, Mexiko, var en amerikansk författare av deckare och reseberättelser.

## Biografi
Efter att ha slagit vad med sin fru Elva om att han kunde skriva en bättre bok än den hon just läste utnyttjade David Dodge sin erfarenhet som auktoriserad revisor när han skapade skatteexperten och den motvillige detektiven James "Whit" Whitney.
Efter att Japan attackerat USA i Pearl Harbor 1941 tog Dodge värvning i marinen och var kommendörlöjtnant vid andra världskrigets slut. Efter kriget reste han med fru och dotter till Guatemala. Resan gav inspiration till att skapa privatdetektiven och äventyraren Al Colby. En av romanerna om denne, Plunder of the sun filmatiserades 1953 i regi av John Farrow som Solgudinnans hämnd.
På 1950-talet skrev Dodge främst reseskildringar men även romaner som To catch a thief, filmatiserad 1955 i regi av Alfred Hitchcock som Ta fast tjuven.

### Whit Whitney
- Death and taxes 1941 (Den enes död ... 1953, Manhattan 14)
- Shear the black sheep 1943
- Bullets for the bridgegroom 1944 (Spel i blindo 1954, Manhattan 18)
- It ain't hay 1946 (Hemlig last 1954, Manhattan 26)

### Al Colby
- The long escape 1948
- Plunder of the sun 1949
- The real tassel 1950

### John Abraham Lincoln
- Hooligan 1969
- Troubleshooter 1971

### Övriga romaner
- To catch a thief 1952 (Ta fast tjuven 1965, Zebra 203)
- The lights of Skaro 1954 (Ljusen från Skaro 1960, Zebra 121)
- Angel's ransom 1956 (Den stulna ängeln 1959, Zebra 107)
- Loo Loo's legacy 1960
- Carambola 1961
- The last match 2006